# Juan Camilo Angulo
Juan Camilo Angulo Villegas, mais conhecido como Juan Angulo ou Angulo (La Florida, 28 de setembro de 1988), é um futebolista colombiano que atua como Lateral. Atualmente, está sem clube.

## Carreira
Angulo começou sua carreira no América de Cali, Ele jogou 46 partidas com o clube, antes de ser transferido para a Tigre da Argentina na temporada 2010-11 . Em 17 de janeiro de 2011, Juan Angulo se transferiu para o clube Shanghai Shenhua da China. Em 2012 votou para a Colômbia agora para jogar no Cúcuta.

### Bahia
No dia 8 de julho de 2013 o Bahia confirma a contratação do lateral Angula até junho de 2014.

## Títulos
América de Cali
- Torneio Finalización - 2008

Goias
- Torneio Granada Cup - 2015